# 北韋斯特波特 (麻薩諸塞州)
北韋斯特波特（英語：North Westport）是位於美國麻薩諸塞州布里斯托縣的一個普查規定居民點。

## 人口
根據2020年美國人口普查的數據，北韋斯特波特的面積為16.00平方千米，當中陸地面積為13.44平方千米，而水域面積為0.56平方千米。當地共有人口4720人，而人口密度為每平方千米295人。